# سانيا رايوفيتش
سانيا رايوفيتش (بالسيريلية الصربية: Сања Рајовић) مواليد 18 مايو 1981 في أراندجيلوفاتس، جمهورية يوغوسلافيا الاشتراكية الاتحادية، هي لاعبة كرة يد صربية تلعب كمحور. حققت المركز الأول في ألعاب البحر الأبيض المتوسط 2013.

## سجل المنافسة
شاركت في البطولات التالية:
- بطولة العالم لكرة اليد للسيدات 2013
- بطولة العالم لكرة اليد للسيدات 2015
- بطولة أوروبا لكرة اليد للسيدات 2012
- بطولة أوروبا لكرة اليد للسيدات 2014

## الميداليات
| الميدالية | المسابقة                            |
| --------- | ----------------------------------- |
| فضية      | بطولة العالم لكرة اليد للسيدات 2013 |
| ذهبية     | ألعاب البحر الأبيض المتوسط 2013     |

## روابط خارجية
- سانيا رايوفيتش على موقع الاتحاد الأوروبي لكرة اليد (الإنجليزية)